# Galeruca costatissima
Galeruca costatissima är en skalbaggsart som beskrevs av Blake 1945. Galeruca costatissima ingår i släktet Galeruca och familjen bladbaggar. Inga underarter finns listade i Catalogue of Life.